# Tonbildschau
Die Tonbildschau, auch Slideshow, ist eine Vorführung vertonter Dias oder digitaler Fotos, deren Projektion durch mindestens einen Videoprojektor auf ein Bildfeld erfolgt. Durch den Einsatz mehrerer Projektoren sind spezielle Effekte wie Überblendungen oder nebeneinander dargestellte Bilder möglich. Hierbei können die Dauer der Überblendung variabel eingestellt und weitere Effekte wie Ein- und Ausblendung, Doppelprojektion, Flimmern und vor allem das sogenannte „Dritte Bild“ genutzt werden, was der Schau einen nuancenreichen Rhythmus gibt. Die multimediale Schau enthält auf einem Tonträger die passende Musik, Sprache und Geräusche.
Heute wird das Genre online unter dem Namen Audio-Slideshow fortgeführt. Ab der Jahrtausendwende wurde neben dem Diapositiv das digitale Bild und seine Projektion mittels Beamer qualitativ so gut, dass es sich gleichberechtigt neben die analoge Technik der Diaprojektoren stellte und diese völlig ablöste.

## Begriffsdefinition Tonbildschau
Eine präzise Terminologie zum Medium „Tonbildschau“ existiert nicht. Der Duden führt den Begriff ebenso wenig auf wie ältere Lexika von Meyer, Brockhaus (1928–1937) und Lueger. Online-Nachschlagewerke definieren Tonbildschau wie folgt: „Ton|bild|schau, die: Vorführung von Tonbildern“. Das Tonbild definiert sich dort wiederum mit: „Ton|bild, das: Lichtbild, Dia mit gleichzeitig laufendem, synchronisiertem →Ton“. Der Begriff „Diaporama“, wie er seltener im deutschen aber im englischen und französischen Sprachgebrauch synonym für Tonbildschau-en verwendet wird, erklärt die Brockhaus Enzyklopädie so: „Diaporama [zu Diapositiv und Panorama] das, -s/…men, Bildschau mit Musik- und Geräuschuntermalung, bei der mehrere Diaprojektoren und oft mehrere Bildwände die Abfolge der Diapositive in einen bewegten Zusammenhang stellen“.
Der Begriff „Diaporama“ ist in der französischen wie englischen Wikipedia folgendermaßen erklärt: „A Diaporama is a photographic slideshow, sometimes with accompanying audio“ und „Un diaporama est un spectacle de projection de diapositives; par extension on entend par ce terme toute suite d’images ou de documents reliés par des effets et, sur lesquels il est possible de mettre du son“. Diesen Definitionen ist gemeinsam, dass es sich bei den Schauen um projizierte Bilder handelt. Nicht ganz eindeutig ist bei diesen Definitionen, ob das akustische Element Bestandteil ist oder enthalten sein kann.
Wenn es nicht enthalten sein muss, ist aber die Trennung zur Bezeichnung „Diashow“ oder „Slideshow“ unklar, denn diese beziehen das akustische Element nicht mit ein. Diese Definitionen legen die Form der Akustik nicht weiter fest. Der Unterschied von einer Tonbildschau zu einem „Diavortrag“ resp. einem „Konzert“ mit einer Lightshow besteht wahrscheinlich nur in der Austauschbarkeit des Sprechers oder des Instrumentalisten. Da der Ton aber synchron zum Bild abgespielt wird, kann die Akustik nicht willkürlich sein. Das heißt, der Ton ist definiert und das wahrscheinlich auf einem Medium. Zu Tonbildschauen zählen somit alle Schauen, deren festgelegte Akustik durch beliebige Personen präsentiert werden kann.
Wenn hier folgend von „Tonbildschau“ die Rede ist, ist damit das audiovisuelle Medium gemeint, das aus projizierten Bildern und den dazugehörigen Tonträgern besteht. Damit sind zum Beispiel gesprochene Diavorträge, Diashows ohne Töne und projizierte Schauen mit Bewegtbildern, wie es Filme anwenden, und auch Schauen, die akustische Begleitmedien enthalten, aber deren Bilder nicht projiziert sind, ausgeschlossen.
Das Medium Tonbildschau wird heutzutage nur noch zu privaten oder künstlerischen Zwecken eingesetzt, während es in den 1970er bis in die 1990er Jahre ein wichtiges Werbe- und Präsentationsmedium darstellte, das vor allem auf Messen eingesetzt wurde.

## Entwicklungsgeschichte der Tonbildschau – eine Rekonstruktion
Zu Tonbildschauen existieren einige Bücher über die „Dos and Don’ts“. Beispielsweise „Die Diaschau“, „Professionelle DIA-AV“, „Überblendung – die faszinierende Diaschau“ und „Bildprojektion – moderne Wege zur sichtbaren Informationen“ schreiben darüber, aber gehen auf die Entstehungsgeschichte nicht ein. In mediengeschichtlichen Werken wie „Optische Medien“ „Handbuch der Mediengeschichte“ und in der „kleinen Medienchronik“ ist die Entwicklungsgeschichte von Tonbildschauen ebenfalls ausgeklammert. Die früheste Verwendung von Tonbildschauen ist nicht eindeutig. Es ist oft von Projektionsveranstaltungen die Rede, aber meistens enthalten sie aber keine Angaben über mögliche, parallel angewandte akustische Medien. Einige Medien entsprechen auch nicht der Definition Tonbildschau. Beispielsweise der seit dem 17. Jahrhundert bekannte Bänkelsang. Dabei wurden Bildtafeln und keine Projektionen verwendet.
Seit dem Wissen um die Funktion der Laterna magica und den Techniken zur Wiedergabe von synchroner Musik war es aber möglich, eine Tonbildschau herzustellen. Im Zeitraum Ende 17. bis Ende 19. Jahrhundert sind keine konkreten Hinweise über dieses Medium zu finden. Wie schon erwähnt, hätte die Technologie dies aber ermöglicht. Vieles weist jedoch darauf hin, dass die Anwendung angedacht war oder in mögliche Anwendungsbereiche fiel. Ebenfalls ist das Medium Tonbildschau eventuell an Jesuitentheater eingesetzt worden. Um 1800 werden Geister- und Gruselprojektionen, wie die Phantasmagorien von Etienne Gaspard Robertson durchgeführt. Es ist eher unwahrscheinlich, dass für diese Grusel- oder Geisterprojektionen die Akustik nicht mit einbezogen und diese stumm aufgeführt wurden. In der Literatur ist das aber nicht näher beschrieben. Im 19. Jahrhundert sind die Projektionsveranstaltungen verschiedentlich erwähnt. Es existieren Abbildungen, die mit großer Wahrscheinlichkeit belegen, dass die Kombination beider Medien verwendet wurde. Die Geschichte der Panoramen ist in einigen Publikationen beschrieben. In diesen ist oft von einem multimedialen Massenspektakel die Rede. Beispielsweise enthielt das Exponat Maréorama der Weltausstellung Paris 1900 sehr wahrscheinlich akustische und optische Elemente. Weil die Vorführungstechnik stehender Bilder also Einzelbildprojektion wesentlich einfacher ist als dasjenige von bewegten Bildern, ist dieses Medium älter als der Film. Die Filmtechnik wurde etwa 1890 entwickelt und der Tonfilm stand ab etwa 1927 zur Verfügung. Interessant ist aber das Konvolut des Ethnographen Rudolf Pöch, von dessen Reise aus Neuguinea Bild- und Tonmaterial erhalten ist. Nicht nur von Forschungsreisenden, auch von Wissenschaftlern wie beispielsweise dem Kunsthistoriker Heinrich Wölfflin ist überliefert, dass maßgeblich Bildprojektionen für den Unterricht verwendet wurden. Es dürfte sich dabei jedoch nicht um Tonbildschauen gehandelt haben. Aber die erhaltenen Schulungs- und Werbeschauen aus den 1940er Jahren der Automobilhersteller Chrysler und Cadillac sind eindeutig Tonbildschauen mit Diapositiven und Tonträgern. Unter anderem setzte Helmut Laux die Tonbildschau zu Schulungszwecken erstmals im Jahre 1950 in Deutschland ein. Die von ihm gegründete Laux Gesellschaft für Verkaufsförderung und Werbung GmbH soll die Methodik von Schulungen und Verkaufstrainings beeinflusst haben. Für die Laux Tonbildschau wurden eigene Laux-DuKane-Projektoren entwickelt, von denen sich einige Exemplare als Leihgabe in der Film- und Fotoabteilung des Museums Hessenpark in Neu-Anpach befinden.
Die Filmproduktionskosten lagen gegenüber jener für eine Tonbildschau um einiges höher. Das könnte oftmals ein Entscheidungskriterium für die Produktion einer Tonbildschau gewesen sein. Der Cotta Verlag aus Stuttgart hat 1961 Tonbildschauen mit den Märchentiteln Dornröschen, der gestiefelte Kater usw. herausgegeben.
Auch einige Künstler haben mit diesem Medium gearbeitet. So zum Beispiel Nan Goldin mit dem Objekt The Ballad of Sexual Dependency (1979–96) oder Robert Smithson mit Hotel Palenque (1969–72). Tonbildschauen sind in kleinen Museen sehr verbreitet, dienen dort hauptsächlich zur kulturellen Wissensvermittlung. Organisierte Vereine kultivieren dieses spezielle audiovisuelle Medium nach wie vor. Sie verwenden aber inzwischen auch hauptsächlich Computergestützte Projektionen. Tonbildschauen sind dem Technologiewandel unterzogen, aber existieren nach wie vor. Das Präsentationsprogramm Microsoft PowerPoint gestattet auch die Einbindung von Audio-Daten und kann automatisiert ablaufen. Weltweit sollen jährlich etwa 35 Millionen PowerPoint-Produktionen hergestellt werden. Mit großer Wahrscheinlichkeit sind darunter auch solche, die die Kriterien der Definition Tonbildschau erfüllen. PowerPoint und Beamertechnologie haben dieses sehr wahrscheinlich mehr als 100 Jahre alte Medium vor nicht so langer Zeit durch neue Materialien ersetzt. Die Industrie unterstützt diese Projektionstechnik nicht mehr. Kodak hat 2004 die Produktion von Diaprojektoren eingestellt.

## Multivision
Eine Variante der Tonbildschau ist die Multivision, bei der die Bilder auf mehrere Felder projiziert werden. Diese Felder können entweder an völlig unterschiedlichen Orten im Raum stehen, oder in einem Raster aneinanderstoßen (Rastermultivision). Hierdurch wird ein Gesamtbild puzzleartig mit mehreren Diaprojektoren erzeugt. Eine Verfeinerung ist die Softedge-Projektion, bei der sich die Bildfelder überlappen (meist um 50 %). Durch Verlaufsmasken in den Dias werden die einzelnen Felder räumlich ineinander geblendet, so dass mit mehreren Projektoren ein großes, zusammenhängendes Bild erzeugt werden kann. Die Technik stellt hohe Anforderungen an die Standgenauigkeit der Dias und die Ausrichtung der Projektoren.

## Diaporama
Gertrud Frohnweiler, die Verfasserin des Titels „Die Diaschau – Fotografie, Gestaltung, Dramaturgie“, erklärt das Diaporama folgendermaßen::

„1959 fand das erste internationale Festival mit Wettbewerb in Vichy statt, 1960 folgte Epinal, das zum Mekka des Diaporamas wurde. Mitte der 1960er Jahre wurde der Begriff „Diaporama“ (für eine vertonte Schau, die eine Botschaft transportiert) kreiert. In Frankreich gab es schließlich ca. ein Dutzend Festivals jährlich, gefolgt von einigen in Belgien, den Niederlanden, Ungarn und der Schweiz. In Großbritannien förderte die Royal Photographie Society später diese Kunst ebenfalls, auch durch entsprechende Wettbewerbe. Deutschland hatte 1971 ein erstes Festival mit zweijährigem Turnus. Bei den diversen Festivals wurden die Einsendungen jeweils einer Vorjury unterzogen, die ca. 50 Arbeiten ins Programm aufnahm, die dann von einer internationalen Jury bewertet wurde. Die Dauer einer Schau war auf 10 Minuten begrenzt, was den Unterhaltungswert einer solchen Veranstaltung enorm steigerte. Die Themen waren hauptsächlich: Eine Geschichte erzählen, philosophische Essays, Dokumentationen, Gedichte, Lieder, Visualisierung von Musik, soziale Probleme, Antikriegsthemen, Kunst, Umwelt. Table-Top-Installationen, Märchen und Legenden, Träume, Science Fiction, Experimente aller Art, Humor und nur einige wenige Schauen über außergewöhnliche Reiseziele und die entsprechende Kultur. Der Ideenreichtum war unerschöpflich. […] Heute erlebt das Diaporama u. a. eine Blüte in Großbritannien und Italien. Einzelne Gruppen gibt es in Österreich, der Schweiz und den Niederlanden, während sich in Deutschland nur noch eine Handvoll Autoren mit der künstlerischen Gestaltung von Schauen beschäftigt. Reiseschauen haben andere Ideen verdrängt. Bereits die ersten Arbeiten hatten aufwendige Tonmontagen von professioneller Qualität, oft höher als die heutigen Arbeiten, obwohl heute Computerprogramme die Arbeit erleichtern.“

Die einfache Verbindung von Bild und Ton genügt jedoch noch nicht, um ein Diaporama zu gestalten. Diaporama bezeichnet nicht nur die Projektion von Dias mit Vertonung, sondern eine untrennbare Verschmelzung dieser Elemente, die mit Hilfe eines sinnvollen roten Fadens und durch die dramaturgische Bearbeitung durch den Autor zu einem Ganzen werden. Das Diaporama erfordert daher in besonderem Maße das intensive Hinsehen und Zuhören. Dem Zuschauer kann die Darbietung mehr vermitteln, als tatsächlich auf der Leinwand zu sehen ist.

## Technik

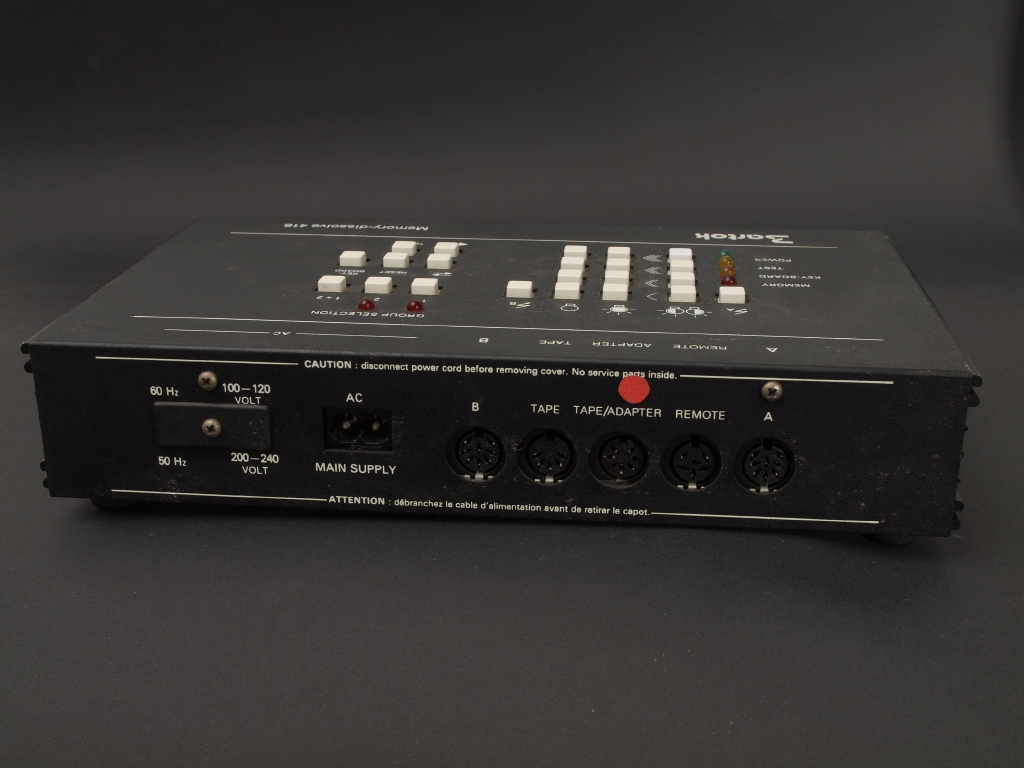
Steuergerät für Diaprojektoren

Die Bilder werden dabei von mindestens einem Projektor gezeigt. Die Akustik erfolgt ab einem Wiedergabegerät. Die frühesten Schauen wurden, technologisch bedingt, mit Geräten ohne akustische Raumverstärker vorgeführt. Ein Bediener musste bei alten Schauen also Bild- und Akustikgeräte gleichzeitig bedienen. Der Bildwechsel kann manuell oder automatisch erfolgen. Im ersten Fall wechselt der Vorführende das Bild beim Erklingen eines auf dem Tonträger aufgezeichneten Signals. Dies kann beispielsweise ein Gong oder etwas Ähnliches sein. Dieses System hat den Vorteil, dass es mit jedem handelsüblichen Dia-Projektor und einem Abspielgerät für den Ton vorgeführt werden kann, nachteilig ist aber, dass das Signalgeräusch unter Umständen als störend empfunden wird. 
Oder aber der Bildwechsel erfolgt vollautomatisch durch einen separaten, unhörbaren Impuls was aber spezielle Vorführgeräte mit entsprechender Einrichtung bedingt. Diese Systeme haben das Steuersignal unhörbar auf dem Tonträger, auf einer separaten Spur aufgezeichnet. Es existieren auch Systeme, die computergesteuert arbeiten und die die Steuerspur von Bandgeräten nur zur zeitlichen Synchronisation nutzen.
Mehrprojektoren-Schauen erlauben die parallele Projektion nicht nur nebeneinander, sondern auch übereinander. So ist es möglich, ein gemischtes Bild zu projizieren, das aus mehreren einzelnen Projektionen besteht. In eine dunkle Bildstelle lässt sich so beispielsweise etwas Helles hinein-projizieren.
Interessensvereine und Produzenten von Dia-AV-Produktionen haben den Schritt weg von der analogen, hin zur digitalen Projektion zu einem großen Teil schon vollzogen. Die Festival-Schauen in Épinal, Garda, Hayange, La Chaux-de-Fonds, Mar del Plata und Valparaíso, die vom Veranstalter Supercircuit Diaporama Numérique organisiert sind, zeigen alle Schauen digital. Aktuell werden aber die Reise-Schauen in der Schweiz noch unterschiedlich projiziert. Obwohl die Bildauflösung von digitalen Projektionen noch nicht so gut ist wie diejenige von konventionell projizierten Diapositiven, wurde der Technologiewandel in den meisten Fällen vollzogen.

## Migration
Filmschneideprogramme bieten die Möglichkeit, Standbilder und Töne nach Belieben zusammenzustellen und daraus Filmdateien herzustellen. Damit ist eine Möglichkeit gegeben, eine Tonbildschau auf ein gebräuchliches Format zu transferieren. Die ungleichen Bildseitenverhältnisse eines Diapositivs 3:2 und einer Bildschirmdarstellung mit dem Seitenverhältnis 4:3, respektive 16:9, erfordert eine Anpassung. Mit Vorteil wird das System Letterboxing angewendet. Es hat sich gezeigt, dass die Diapositive und der Ton nahezu authentisch digitalisiert werden können. Es existieren noch keine digitalen Projektionsmöglichkeiten, um die Bilder in gleicher Auflösung wie es ein Diaprojektor vermag, zu projizieren. Interessanterweise wird für die Erhaltung von Bild und Ton Vieles unternommen, aber die Kombination davon, die Tonbildschau, fristet neben dem Film noch ein Schattendasein.